# Valailles

Valailles este o comună în departamentul Eure, Franța. În 1 ianuarie 2022 avea o populație de 409 de locuitori.